# 松方冬子
松方 冬子（まつかた ふゆこ、1966年 - ）は、日本の日本史学者（専門は日本近世史）。東京大学史料編纂所准教授を経て教授。東京大学大学院人文科学研究科博士後期研究科中退。学位は博士（文学）。旧姓名は徳川冬子。

## 略歴
父・徳川宗賢は言語学者で大阪大学名誉教授、母・徳川陽子は物理学者で東京工芸大学名誉教授。
1988年、東京大学文学部（国史学専攻）卒業（文学士）。学部時代は皇太子妃（徳仁の妃）候補に挙がったこともあるが、研究者の道を進み、東京大学大学院人文科学研究科修士課程を経て、1993年東京大学大学院人文科学研究科博士課程中退。
1993年東京大学史料編纂所助手、2006年助教授、2007年准教授。オランダ風説書に関する研究を行い、2008年『オランダ風説書と近世日本』で角川源義賞受賞。同年4月、東京大学文学博士。論文の題は「オランダ風説書と近世日本」。『オランダ商館日記』の編さんに従事している。
夫の松方純（1957年 - 2007年）は松方正雄（松方正義四男）の曽孫で情報工学者、国立情報学研究所准教授。

## 著書
- 『オランダ風説書と近世日本』（東京大学出版会） 2007　ISBN 4130262157
- 『オランダ風説書 - 「鎖国」日本に語られた「世界」』（中公新書） 2010

### 編著
- 『別段風説書が語る19世紀：翻訳と研究』（東京大学出版会） 2012
- 『日蘭関係史をよみとく 上巻』（臨川書店） 2015 - 下巻はフレデリック・クレインス編
- 『国書がむすぶ外交』（東京大学出版会） 2019
- 『一九世紀のオランダ商館』上・下（編者代表、日蘭交渉史研究会訳、東京大学出版会） 2021
- 『オランダ語史料入門 日本史を複眼的にみるために』（東京大学出版会） 2022